# The Adventures of Dino Riki
Adventures of Dino Riki, conocido en Japón como Shin Jinrui: The New Type (新人類 THE NEW TYPE) es un videojuego creado por Hudson Soft en 1987 para el Nintendo Entertainment System en Japón, y lanzado en Estados Unidos en agosto de 1989. Aunque fue desarrollado por Hudson Soft, en Japón el videojuego fue distribuido por Rix Soft.

## Descripción general
Adventures of Dino Riki es un shooter con perspectiva vista desde arriba creado por Hudson Software, similar a juegos como 1943: The Battle of Midway, donde el objetivo es esquivar a los enemigos en la pantalla. Dino Riki puede saltar o disparar armas (piedras, hachas, bumeranes, y antorchas) para matar a los enemigos a su alrededor. Dino Riki puede recoger power-ups incluyendo empuje de velocidad y las alas que le permiten volar sobre los peligros en el terreno, así como actualizaciones de armas. Él comienza su aventura teniendo piedras y poder que tienen una gama muy limitada, y pueden mejorar a los hachas y, luego a bumeranes que cada una aumenta la variedad y la propagación de su tiro, finalmente ganando una volea de fuego rápida de antorchas que se propaga a través de la pantalla. El utiliza esas armas cavernícolas y power-ups para ayudar a matar a los enemigos y evitar los peligros de una vida de Neandertal. Se avanza a través de tres tipos de mundos (tierra, ciudad en ruinas, y montañas) y juega a través de cuatro mundos en total. Mundo uno, dos y tres son una etapa cada uno y tienen puestos de control, pero el mundo cuatro esta en cuatro etapas, sin puestos de control. Al final de cada etapa, Dino Riki debe enfrentarse a un jefe. El personaje principal, Dino Riki, está inspirado en el famoso luchador profesional japonés Riki Chōshū.